# Zofia Albinowska-Minkiewiczowa
Vista da sepultura.
Zofia Albinowska-Minkiewiczowa (16 de novembro de 1886 - 30 de junho de 1971) foi uma artista, pintora e gravadora polonesa - ucraniana ligada ao círculo de artistas de Lvov . Por muitos anos ela foi presidente da União Geral dos Artistas Poloneses . Depois que Lviv foi anexada pela União Soviética, Albinowska-Minkiewiczowa ingressou na União dos Artistas Soviéticos da Ucrânia . Ela assinou suas pinturas com seu nome de solteira, Zofia Albinowska .

## Biografia
Albinowska-Minkiewiczowa nasceu em Klagenfurt, Ducado da Caríntia, Áustria-Hungria . Ela começou sua educação em 1901, primeiro em escolas particulares em Viena, onde teve aulas primeiro com Heindrich Strehblow, depois a partir de 1902 com Francisco de Hohenberg e Ferdinand Kruis . Durante 1906–1912 ela estudou em Paris na Académie Colarossi e na École des Beaux Arts . Estudando em Paris, ela manteve um relacionamento próximo com Olga Boznańska e recebeu muitas indicações artísticas dela. Nesse período, ela viajou para a França, Inglaterra, Bélgica, Holanda e Itália.
De 1909 – 1912 Albinowska estudou na Universidades de artes aplicadas de Viena. Depois de se formar, ela voltou para Lviv permanentemente, onde permaneceu pelo resto de sua vida. Nessa época, Lviv, então conhecido como Lemburg, pertencia ao Reino da Galícia austríaca, que mais tarde foi cedida à Polônia independente e à RSS ucraniana . Em 1922 ela se casou com Witold Minkiewicz, professor de arquitetura em Lviv e Breslávia .
Por muitos anos, entre a Primeira Guerra Mundial e a Segunda Guerra Mundial, Zofia Albinowska-Minkiewiczowa foi presidente da União Geral dos Artistas Poloneses . Ela participou de muitas exposições nacionais e internacionais, inclusive em Praga, Paris e Nova York.
Seus primeiros trabalhos são geralmente retratos, mas depois de 1920 ela pintou principalmente pequenas composições mostrando interiores de quartos, naturezas-mortas e flores. Suas obras às vezes são descritas como sendo pintadas de maneira pós-impressionista. Ela se recusou a pintar os comandantes soviéticos dizendo que só podia pintar as flores.
Ela morreu em Lvov em 1971.

## pinturas selecionadas
- Kwiaty na oknie (Flores na janela), 1912
- Kwiaty w dwóch wazonach (Flores em dois vasos)
- Bukiet kwiatów (Bouquet of Flowers)
- Bukiet róż z winogronami (Rosa Buquê com Uvas)
- Martwa natura z kwiatami (natureza morta com flores)
- Wnętrze saloniku (Parlor Interior)
- Martwa natura (natureza morta)
- Róże (Rosas)
- Martwa natura z hiacyntem i porcelanowym wschodnim talerzem (Still Life With Hyacinth and Porcelain Eastern Plate)